# 居然旧宅
居然旧宅是一处歙县文物保护单位，位于安徽省黄山市歙县北岸镇瞻淇村下街。此宅主人经营茶叶生意而致富，属敦睦堂后裔。全宅雕饰精美，两侧廊较短，称为“三间二角厢”。。